# Absorción (farmacología)
En farmacología, específicamente farmacocinética, la absorción es un término que define el movimiento de un fármaco hacia el torrente sanguíneo. La absorción es el enfoque primario del desarrollo de medicinas y en la química médica, puesto que las diversas drogas deben tener la habilidad de ser absorbidas antes de que los clínicos tengan resultado. Más aún, el perfil farmacocinético de la droga puede ser cambiado con facilidad al ajustar los factores que afectan la absorción.
La absorción significa atravesar algún tipo de barrera, diferente según la vía de administración usada, pero que en último término se puede reducir al paso de barreras celulares. O dicho de otra forma, la interacción de la molécula con una membrana biológica, donde las características fisicoquímicas, tanto del fármaco como de la membrana, determinan el resultado del proceso.

## Membranas biológicas
Es indispensable conocer la estructura de la membrana citoplasmática debido a su estrecha e importante relación con la farmacocinética, que implica el pasaje de las drogas a través de las membranas, por ende podemos considerar la farmacocinetica como el proceso que ocurre en el organismo desde la administración del fármaco hasta que es excretado. La membrana citoplasmática consiste en una capa bimolecular de lípidos, con moléculas de proteínas intercaladas, que adquiere un espesor de 75 a 80 Å (Angström, unidad de medida).
| Lípidos | Proteínas | Proteínas | Proteínas |
| - Lípidos polares - Fosfolípidoss - Fosfatidiletanolamina - Fosfatidilcolina - Fosfatidilserina - Esfingolípidos - Esfingomielina - Cerebrósidos - Gangliósidos - Lípidos no polares - Triglicéridos - Colesterol | - Proteínas Receptor: - Receptores colinérgicos, - Receptores adrenérgicos, - Receptores muscarínicos, - Receptores nicotínicos, - Receptores histaminérgicos, - Receptores serotoninérgicos, - Otros. | - Proteínas Enzimas: - Fosfolipasa A2, - COX 1, - COX 2, - Adenilciclasa, - Acetilcolinesterasa, - N Acetiltranferasas, - Metiltransferasas - COMT, - MAO, - Dopadecarboxilasa, - Tirosinhidroxilasa, - Otras. | - Proteínas Bomba: - de cloruros, - de Na+ K+ - ATP asa, - de yoduros, - Ca++ ATPasa, - de catecolaminas, - Otras. - Proteínas Canal: - Canales de Ca++, - Canales de Na+, - Otros |

Los fosfolípidos son responsables de las características de permeabilidad de la membrana así como eslabón importante en la cadena anabólica de numerosas sustancias de defensa (prostaglandinas, leucotrienos, ...). Suponen aproximadamente un 40% a 45% de los componentes de la membrana.
Por su parte, las proteínas constituyen alrededor del 50% de los constituyentes de las membranas, y le dan la rigidez estructural necesaria a la misma. Además, se comportan como el punto de inicio de las reacciones a las moléculas que llegan hasta la membrana (receptores), las metabolizan (enzimas), transportan moléculas en contra del gradiente de concentración a ambos lados de la membrana (bombas), o crean canales por donde puedan pasar éstas moléculas (proteínas canal).
Finalmente, nos podemos encontrar entre un 7% y un 10% de hidratos de carbono (glucolípidos y glucoproteínas) que actúan como modulador de las proteínas receptores.
EL receptor es el punto último del viaje del fármaco destinado a lograr un efecto sobre el organismo humano. De las complejas interrelaciones entre ambos se encarga otra disciplina de la farmacología: la farmacodinámica.

### Vías de administración
Las barreras que ha de atravesar y las características de la absorción de cada sustancia vienen determinadas por cual haya sido la vía por la que ha llegado la misma a entrar en contacto con el organismo, o dicho de otro modo, de cual sea la vía de administración. Aquí se verá sólo una breve tabla de las diferentes vías de administración, con las características especiales en cada caso de cara a la absorción. 
La vía oral es la vía recomendada para humanos. Desgraciadamente, no todos los productos pueden adaptarse para su uso por esta vía. En la vía oral el fármaco llega al organismo habitualmente después de la deglución. Una vez en el estómago, se somete a las características de los jugos del mismo, que por su acidez favorece mucho la ionización del fármaco, lo que hace que la absorción sea difícil. A pesar de todo, no son escasos los fármacos que se absorben a nivel de la mucosa gástrica: los muy liposolubles, como el alcohol o ácidos débiles como los salicilatos o los barbitúricos que presentan menores niveles de ionización a pH bajo. Cuando llega el fármaco al intestino delgado cambia el pH luminal y se favorece bastante la absorción pasiva. De hecho prácticamente todos los fármacos, menos los ácidos y bases fuertes, se absorben a este nivel. Además, en la mucosa intestinal hay numerosos mecanismos para realizar procesos de absorción en contra de gradiente, aunque difícilmente se logran niveles plasmáticos suficientes para que sean efectivos. Esta falta de absorción para algunos fármacos se aprovecha para utilizarlos a nivel local (como la neomicina o los laxantes).
La vía parenteral ofrece indudables ventajas sobre la vía oral: permite su uso en pacientes que no pueden o no deben deglutir, permite el uso de sustancias polipeptídicas y otras que se inactivan por los jugos gastrointestinales y evitan el primer paso hepático. Sin embargo precisa de instrumental para su realización y presenta inconvenientes como la infección local, tromboflebitis, neuralgias, necrosis dérmicas, etc. Desde el punto de vista farmacodinámico, la principal ventaja es la facilidad para ajustar la dosis eficaz, ya que la biodisponibilidad se considera del 100% en la mayoría de los casos. 
Respecto a la vía respiratoria su interés fundamental es que brinda la posibilidad de la utilización de sustancias en estado gaseoso (casi exclusivamente oxígeno o anestésicos generales). La absorción sigue las leyes del intercambio de gases a nivel alveolar y tiene la ventaja de poner en disposición una gran superficie de absorción.

### Características de la absorción
Hay que tener presente la existencia de una serie de factores que modifican la absorción:
1. Solubilidad: la absorción del fármaco en más rápida cuando está en solución acuosa con respecto a si está en solución oleosa, y, a su vez, ambas son más rápidas que la que presentaría en forma sólida.
2. Cinética de disolución: de la forma farmacéutica del medicamento. De la misma depende la velocidad y la magnitud de la absorción del principio activo.
3. Concentración del fármaco: a mayor concentración, mayor absorción.
4. Circulación en el sitio de absorción: a mayor circulación, mayor absorción.
5. Superficie de absorción: a mayor superficie, mayor absorción.

Teniendo en cuenta estos factores, los mecanismos por los cuales, independientemente de la vía usada, se produce la absorción son los siguientes:

#### Absorción pasiva o difusión pasiva
El paso de la sustancia implicada se produce sin gasto de energía, a favor de gradientes de concentración. Puede producirse a través de la membrana propiamente dicha o a través de ciertas proteínas que forman poros.
- Difusión simple: depende del tamaño de las moléculas, y puede realizarse a través de la bicapa lipídica de la membrana o a través de los poros acuosos constituidos por las proteínas insertas en la misma. Las sustancias no ionizadas tienen mayor facilidad para la misma, siguiendo la ley de Fick, por la cual

En donde C representa las concentraciones a ambos lados de la membrana, S es el área de interacción,  P el coeficiente de permeabilidad y E el espesor de la membrana. Ecuación de donde se deduce que las sustancias tienden a ionizarse cuando el medio muestra un pH contrario a su naturaleza.
- Difusión facilitada: se debe a la presencia de un gradiente a ambos lados de la membrana para otras moléculas que tienen la propiedad de unirse al fármaco y arrastrarlo en su migración. Son las moléculas facilitadoras, y se incluyen dentro de la difusión pasiva debido a que no consumen energía en su trasiego. Sin embargo, a diferencia de la difusión simple, este mecanismo es saturable, al depender del número de moléculas facilitadoras.

#### Absorción activa o transporte activo
El paso de la sustancia implica un gasto energético en forma de moléculas de ATP. Permite la ábsorción contra gradiente y depende también de las moléculas facilitadoras, que en esta ocasión no migran en función de un gradiente, sino gracias al gasto energético. Por tanto es un mecanismo también saturable. Se realiza mediante las proteínas bomba de la membrana (ATP Binding Casete), teniendo especial transcendencia la MDR1(del inglés MultiDrug Resistence tipo 1) que exporta un gran número de fármacos y es factor clave de la resistencia de las células cancerosas a los quimioterápicos.
La endocitosis es un mecanismo propio de algunas células por el que mediante la formación de vesículas originadas a partir de la membrana citoplásmica, introducen en su interior sustancias externas a ellas. Es un mecanismo que consume gran cantidad de energía, pero tiene la ventaja de introducir grandes cantidades de material al interior celular.

## Otros factores
La absorción puede ser influenciada por factores adicionales, como la motilidad intestinal, abordajes quirúrgicos, ingesta simultánea de comida, o la presencia de otros medicamentos.